# Gehad Hamdy
Gehad Hamdy (1995) es una dentista egipcia y activista feminista que trabaja contra la violencia de género. Fue nombrada una de las BBC 100 Women en 2022. Fundó Speak Up y es una de las líderes de Connecting Humanity.
Hamdy se licenció en Cirugía Dental por la Universidad de Ciencias y Artes modernas de Octubre.

## Trayectoria

### Speak Up
Hamdy fundó Speak Up en 2020, una iniciativa feminista que trabaja a través de las redes sociales para identificar a los agresores de violencia de género, acoso sexual y violación. Speak Up anima a las mujeres a denunciar el acoso y les proporciona apoyo legal y emocional. También presiona a las autoridades para que procesen y cambien las leyes, y pone de relieve las narritivas de la cultura de la violación en los medios de comunicación. Speak Up participó en la penalización de la mutilación genital femenina en Egipto en marzo de 2021 y en el procesamiento de Michael Fahmy por agredir sexualmente a 6 niñas.

### Connecting Humanity
Hamdy es una de las líderes de Connecting Humanity, un colectivo activista que proporciona acceso a Internet a personas de Gaza mediante eSIM donadas, lo que les permite conectarse a redes fuera de Gaza.

## Reconocimientos
- Lista BBC 100 de «mujeres inspiradoras e influyentes» de 2022.[1]
- Ganador del premio de oro: Creador de cambios sociales del año en género por los Stevie Awards, 2022.[2]
- Finalista del premio Igualdad de Derechos y No Discriminación en el Foro Mundial de Justicia, 2022.[2]
- Finalista del premio Aidex Humanitarian Hero Award, 2022.[2]
- Premios Changemaker y The Humanitarian de Women SME Leaders Awards de Entrepreneur Middle East y Mastercard, 2022.[2]
- Premio Humanitario Internacional de Women4Africa, 2021.[2]
- Finalista del Premio al Empoderamiento de la Mujer del Foro Africano de Mujeres para la Innovación y el Emprendimiento (AWIEF), 2021.[2]